# 夏の家 (アールト)
夏の家（なつのいえ、英: Summer House, フィンランド語: kesämökki）は、フィンランド・ユヴァスキュラにある建築物である。
アアルト夏の家（英: Aalto Summer House）、アアルトの夏の家（英: Aalto's Summer House）、ムーラッツァロの実験住宅（フィンランド語: Muuratsalon koetalo, 英: Muuratsalo Experimental House）、コエ・タロ（フィンランド語: koetalo, 独: Experimentalhaus）などともいう。

## 概要
建築家アルヴァ・アールトとその妻、エリッサ (en:Elissa Aalto) によって設計・建設された。セイナッツァロのムーラッツァロ島 (fi:Muuratsalo) に位置する。パイエンネ湖の入り江に設けられた船着き場から伸びる小道の先に建っている。
1952年に着工され、1954年に完成された。面積は 53,650 平方メートルである。1994年より、アールト美術館によって管理されている。現在は、博物館として利用されている。北へ30メートルほど行ったところには、アールトが設計したサウナ小屋がある。北へ5キロメートルほど行ったところには、セイナッツァロの村役場がある。

## 構造
母屋は、耐力レンガを用いて造られており、一辺がおよそ14メートルの正方形をしている。南西部に正方形の中庭が設けられており、残るL字型の部分が住宅になっている。L字型のうち、北側の棟にはリビングルームやダイニングルームが配置されており、東側の棟にはベッドルームが配置されている。L字の角の部分には、キッチンや洗面所が配置されている。
住宅のレンガ壁は、外側だけ白色に塗装されている。中庭の中心には、正方形の暖炉が設けられている。リビングルームの上部には、ロフトがある。ベッドルームの窓からは、ムーラメの教会の塔を望むことができる。母屋の北東側には、木造の客室棟があり、その東側には、物置小屋が設けられている。